# Islamska umetnost
Islamska umetnost je del islamske kulture in zajema vizualne umetnosti, ki so jih od 7. stoletja pred našim štetjem ustvarili ljudje, ki so živeli na ozemljih, ki jih naseljuje ali jim vlada muslimansko prebivalstvo. Islamska umetnost je koncept, ki so ga zahodni umetnostni zgodovinarji prvič uporabili od poznega 19. stoletja in se sklicuje na značilne tradicije v številnih deželah, obdobjih in žanrih. Javna islamska umetnost je tradicionalno nereprezentativna, razen široke uporabe rastlinskih oblik, običajno v različicah spiralnearabeske. Te so pogosto kombinirane z islamsko kaligrafijo, geometrijskimi vzorci v slogih, ki jih običajno najdemo v najrazličnejših medijih, od majhnih predmetov v keramiki ali kovinskih izdelkih do velikih dekorativnih shem v ploščicah na zunanji in notranji strani velikih stavb, vključno z mošejami. Druge oblike islamske umetnosti so islamsko miniaturno slikarstvo, artefakti, kot sta islamsko steklo ali lončenina in tekstilna umetnost, kot so preproge in vezenine.
Na zgodnji razvoj islamske umetnosti so vplivale rimska umetnost, zgodnjekrščanska umetnost (zlasti bizantinska umetnost) in sasanidska umetnost, s poznejšimi vplivi srednjeazijskih nomadskih tradicij. Kitajska umetnost je imela pomemben vpliv na islamsko slikarstvo, lončarstvo in tekstil. Islamska umetnost je od svojih začetkov temeljila na pisni različici Korana in drugih temeljnih verskih delih, kar se odraža v pomembni vlogi kaligrafije, ki predstavlja besedo kot medij božanskega razodetja.
Za versko islamsko umetnost je značilna odsotnost figur in obsežna uporaba kaligrafskih, geometrijskih in abstraktnih cvetličnih vzorcev. V posvetni umetnosti muslimanskega sveta so upodobitve človeških in živalskih oblik zgodovinsko cvetele v skoraj vseh islamskih kulturah, čeprav so bila živa bitja na slikah, deloma zaradi nasprotujočih si verskih čustev, pogosto stilizirana, kar je povzročilo različne dekorativne figuralne oblike.
Tako verski kot posvetni umetniški predmeti pogosto kažejo iste reference, sloge in oblike. Sem spadajo kaligrafija, arhitektura, tekstil in pohištvo, kot so preproge in leseni izdelki. Posvetna umetnost in obrt vključuje proizvodnjo tekstila, kot so oblačila, preproge ali šotori, pa tudi gospodinjskih predmetov iz kovine, lesa ali drugih materialov. Poleg tega imajo figurativne miniaturne slike bogato tradicijo, zlasti v perzijskem, mogulskem in osmanskem slikarstvu. Te slike so bile pogosto namenjene ilustriranju dobro znanih zgodovinskih ali poetičnih zgodb. Nekatere interpretacije islama pa vključujejo prepoved upodabljanja živih bitij, znano tudi kot anikonizem. Islamski anikonizem deloma izhaja iz prepovedi malikovanja, deloma pa iz prepričanja, da je ustvarjanje živih oblik božja pravica.

## Terminologija
Čeprav so nekateri sodobni umetnostni zgodovinarji koncept "islamske umetnosti" postavili pod vprašaj kot konstrukt zahodnih kulturnih stališč, podobnosti med umetnostjo, ki nastaja v zelo različnih časih in na različnih mestih v muslimanskem svetu, zlasti v islamski zlati dobi, so zadostovali, da je izraz v široki uporabi kot uporabna klasifikacija od poznega 19. stoletja. Znanstveniki, kot je Jacelyn K. Kerner, so opozorili na široko področje uporabe, ki se nanaša na več kot 40 držav in na naraščajoče zanimanje javnosti tako v zahodnih kot v zadnjem času tudi v muslimanskih družbah. Nadalje, seznam islamskih muzejev priča o tem, da je ta umetnostnozgodovinski izraz našel široko sprejetje.
Encyclopædia Britannica opredeljuje "islamsko umetnost" kot vključuje vizualno umetnost, literaturo, uprizoritveno umetnost in glasbo, ki »praktično nasprotuje vsaki celoviti definiciji«. V ožjem pomenu se izraz lahko nanaša le na umetniške manifestacije, ki so tesno povezane z versko prakso. Najpogosteje pa je mišljeno, da vključuje »vse umetnosti, ki jih ustvarjajo muslimanski narodi, ne glede na to, ali so povezane z njihovo vero ali ne.«

## Kaligrafija
Kaligrafsko oblikovanje je povsod prisotno v islamski umetnosti, kjer je, tako kot v Evropi v srednjem veku. Versko spodbujeno, vključno z verzi iz korana, je mogoče vključiti v posvetne predmete, zlasti v kovance, ploščice in kovinske izdelke, tudi večina naslikanih miniatur vključuje nekaj pisave, kot tudi mnoge stavbe. Uporaba islamske kaligrafije v arhitekturi se je močno razširila zunaj islamskih ozemelj; pomemben primer je uporaba kitajske kaligrafije arabskih verzov iz Korana v Veliki mošeji v Šjanu. Drugi napisi vključujejo verze poezije in napise, ki beležijo lastništvo ali darovanje. Dve glavni pisavi sta simbolični kufska in nash pisavi, ki ju lahko najdemo, da krasita in krepita vizualno privlačnost sten in kupol stavb, stranic minbarov in kovinskih izdelkov. Islamsko kaligrafijo v obliki slikarstva ali skulpture včasih imenujejo tudi kur'anska umetnost.
Različne oblike tradicionalne arabske kaligrafije in okrasitev rokopisov, uporabljenih za pisne različice Korana, predstavljajo osrednjo tradicijo islamske vizualne umetnosti. Arabeska se pogosto uporablja za simboliziranje transcendentne, nedeljive in neskončne narave Boga. Umetniki, ki verjamejo, da lahko samo Bog ustvari popolnost, lahko namerno predstavijo napake pri ponavljanjih kot izkaz ponižnosti, čeprav je bila ta teorija tudi sporna.
Vzhodnoperzijska keramika od 9. do 11. stoletja, okrašena le z visoko stiliziranimi napisi in imenovana "epigrafska posoda", je bila opisana kot »verjetno najbolj prefinjena in občutljiva od vse perzijske keramike«. Velike napise iz ploščic, včasih z reliefno dvignjenimi črkami ali odrezano ozadje, najdemo v notranjosti in zunanjosti številnih pomembnih stavb. Kompleksna izrezljana kaligrafija krasi tudi stavbe. Večino islamskega obdobja je večina kovancev imela le napise, ki so kljub majhnosti in naravi izdelave pogosto zelo elegantni. Tughra ali monogram osmanskega sultana je bil v veliki meri uporabljen na uradnih dokumentih, z zelo dovršeno dekoracijo za pomembne. Drugi posamezni listi kaligrafije, oblikovani za albume, lahko vsebujejo kratke pesmi, koranske verze ali druga besedila.
Glavni jeziki, ki vsi uporabljajo arabsko pisavo, so arabščina, ki se vedno uporablja za verze iz Korana, perzijščina v perzijskem svetu, zlasti za poezijo, in turščina, pri čemer se je urdu pojavil v kasnejših stoletjih. Kaligrafi so imeli običajno višji status kot drugi umetniki.

## Slikarstvo
Čeprav je obstajala tradicija stenskih poslikav, zlasti v perzijskem svetu, je najbolj ohranjena in najvišje razvita slikarska oblika v islamskem svetu miniatura v iluminiranih rokopisih ali kasneje kot ena stran za vključitev v muraqqa oz. vezani album miniatur in kaligrafije. Tradicija perzijske miniature je prevladovala od približno 13. stoletja in je močno vplivala na osmansko miniaturo Turčije in na mogulsko miniaturo v Indiji. Miniature so bile še posebej dvorna umetnost in ker niso bile vidne v javnosti, se je trdilo, da so bile omejitve pri upodobitvi človeške figure veliko bolj sproščene in dejansko miniature pogosto vsebujejo veliko število majhnih figur. Čeprav so preživeli zgodnji primeri zdaj nenavadni, je bila človeška figurativna umetnost neprekinjena tradicija v islamskih deželah v posvetnih kontekstih, zlasti v več puščavskih gradovih Omajadov (ok. 660–750) in v času Abasidskega kalifata (ok. 749–1258).
Največae naročila ilustriranih knjig so bile običajno klasike perzijske poezije, kot je ep Šahname, čeprav so tako Moguli kot Osmani izdelali razkošne rokopise novejše zgodovine z avtobiografijami mogulskih cesarjev in bolj čisto vojaške kronike turških osvajanj. Portreti vladarjev so se razvili v 16. stoletju in kasneje v Perziji, nato pa so postali zelo priljubljeni. Mogulski portreti, običajno v profilu, so zelo fino narisani v realističnem slogu, medtem ko so najboljši osmanski portreti močno stilizirani. Albumske miniature so običajno vsebovale prizore piknikov, portrete posameznikov ali (zlasti v Indiji) živali ali idealizirane mladostne lepote obeh spolov.
Kitajski vplivi so vključevali zgodnje sprejetje pokončnega formata, ki je naraven za knjigo, kar je privedlo do razvoja pogleda iz ptičje perspektive, kjer se zelo skrbno upodobljeno ozadje hribovite pokrajine ali palačnih zgradb dviga in pusti le majhen del neba. Figure so na ozadju razporejene v različnih ravninah, pri čemer je umik (oddaljenost od gledalca) označen z umestitvijo bolj oddaljenih figur višje v prostor, vendar v bistvu enake velikosti. Barve, ki so pogosto zelo dobro ohranjene, so močno kontrastne, svetle in jasne. Tradicija je dosegla vrhunec v 16. in zgodnjem 17. stoletju, vendar se je nadaljevala vse do začetka 19. stoletja in je bila obujena v 20. stoletju.
Od sredine 20. stoletja z odhodom nizozemskih kolonialistov je več indonezijskih slikarjev združilo slikarstvo abstraktnega ekspresionizma z indonezijskimi simboli in islamsko kaligrafijo ter ustvarilo abstraktno umetnost pod religioznim vplivom. Središče teh umetnikov je Tehnološki inštitut Bandung (ITB), z vodilnimi učitelji, kot so A.D. Pirous, Achmad Sadali, Mochtar Apin in Umi Dachlan, kot njihovi glavni lastniki.

## Preproge
Noben islamski umetniški izdelek ni postal bolj poznan izven islamskega sveta kot preproga, bolj pogosto imenovana orientalska preproga. Njihova vsestranskost se uporablja v vsakdanjem islamskem in muslimanskem življenju, od talnih oblog do arhitekturne obogatitve, od blazin do vzglavnikov do vreč vseh oblik in velikosti ter do verskih predmetov (kot je molitvena preproga, da bi zagotovila čisto mesto za molitev). Že od poznega srednjega veka so predstavljale velik izvoz na druga področja, kjer so pokrivali ne le tla, ampak tudi mize, kar je že dolgo razširjena evropska praksa, ki je danes pogosta le na Nizozemskem. Tkanje preprog je bogata in globoko vpeta tradicija v islamskih družbah, praksa pa je prisotna v velikih mestnih tovarnah, pa tudi v podeželskih skupnostih in nomadskih taborih. V prejšnjih obdobjih so obstajale posebne ustanove in delavnice, ki so delovale neposredno pod sodnim patronatom.
Zelo zgodnje islamske preproge, torej tiste pred 16. stoletjem, so izjemno redke. Več jih je preživelo na Zahodu. Orientalske preproge v renesančnem slikarstvu iz Evrope so pomemben vir informacij o njih, saj so bile dragoceni uvozni izdelki, ki so bili natančno naslikani. Najbolj naravni in enostavni modeli za tkalca preprog so sestavljeni iz ravnih linij in robov, najzgodnejše islamske preproge, ki so preživele ali so prikazane na slikah, pa imajo geometrijske vzorce ali zelo stilizirane živali, izdelane na ta način. Ker so tekoče zanke in krivulje arabeske osrednjega pomena za islamsko umetnost, je bila interakcija in napetost med tema dvema slogoma že dolgo glavna značilnost oblikovanja preprog.
Obstaja nekaj ostankov velikih egipčanskih preprog iz 16. stoletja, vključno z eno skoraj tako dobro kot nova, odkrito na podstrešju palače Pitti v Firencah, katere zapleteni vzorci osmerokotnih krogov in zvezd v le nekaj barvah lesketajo pred gledalcem. Proizvodnja tega sloga preprog se je začela pod Mameluki, in se je nadaljevala po tem, ko so Osmani osvojili Egipt. Druga prefinjena tradicija je bila perzijska preproga, ki je dosegla svoj vrhunec v 16. in zgodnjem 17. stoletju v delih, kot sta Ardabilska preproga in preproga za kronanje; v tem stoletju so osmanski in mogulski dvori začeli sponzorirati tudi izdelavo velikih svečanih preprog na svojih domovih, očitno z vključevanjem oblikovalcev, ki so vajeni najnovejšega dvornega sloga v splošni perzijski tradiciji. Ti uporabljajo oblikovni slog, ki ga delijo z nefigurativno islamsko iluminacijo in drugimi mediji, pogosto z velikim osrednjim motivom gul (göl ali gül) in vedno s širokimi in močno razmejenimi mejami. Veličastni dizajni delavnic pod pokroviteljstvom dvora, so se razširili na manjše preproge za zgolj premožne in za izvoz, modeli, ki so blizu tistim iz 16. in 17. stoletja, pa se še danes proizvajajo v velikem številu. Opis starejših preprog je običajno uporabljal imena centrov za izdelavo preprog kot oznake, vendar pogosto izhajajo iz dizajna in ne iz dejanskih dokazov, da izvirajo iz okolice tega centra. Raziskave so pojasnile, da dizajni nikakor niso bili vedno omejeni na središče, s katerim so tradicionalno povezani, izvor številnih preprog pa ostaja nejasen.
Poleg večjih perzijskih, turških in arabskih središč so preproge izdelovali tudi po Srednji Aziji, v Indiji ter v Španiji in na Balkanu. Španske preproge, ki so včasih prekinile tipične islamske vzorce, da bi vključevale grbe, so uživale velik ugled v Evropi, saj so jih naročale kraljeve osebe in za papeško palačo v Avignonu, industrija pa se je nadaljevala tudi po rekonkvisti. Armensko tkanje preprog omenjajo številni zgodnji viri in lahko predstavlja veliko večji delež vzhodnoturške in kavkaške proizvodnje, kot se tradicionalno misli. Berberske preproge v Severni Afriki imajo izrazito oblikovalsko tradicijo. Poleg izdelkov mestnih delavnic, v stiku s trgovskimi mrežami, ki bi lahko preproge odnesle na oddaljene trge, je bila tudi velika in razširjena vaška in nomadska industrija, ki je proizvajala dela, ki so ostala bližje tradicionalnim lokalnim dizajnom. Poleg preprog s dlakami so izdelovali čilime in druge vrste ploščatega ali vezenega tekstila za uporabo tako na tleh kot na stenah. Figurativni dizajni, včasih z velikimi človeškimi figurami, so zelo priljubljeni v islamskih državah, vendar se razmeroma redko izvažajo na Zahod, kjer so abstraktni dizajni na splošno tisto, kar trg pričakuje.

## Arhitektura

### Stebri
Zgodnji islamski stebri so sledili slogu klasičnega obdobja Sredozemlja.[26] Klasične stebre je mogoče videti v zgodnjih mošejah, kot sta Velika mošeja v Damasku in Velika mošeja, Córdoba. Ti stebri se lahko razlikujejo po obliki od popolnoma gladkih do navpičnih ali zvitih žlebov. V 7. in 8. stoletju je bila mošeja preroka Medina obnovljena v slogu, znanem kot hipostil. Hipostilne mošeje običajno vključujejo več stebrov, ki podpirajo gladko in enakomerno steno. V Indiji so bili tradicionalno indijski kamniti stebri različnih oblik, kot so krogi, kvadrati in osmerokotniki, vgrajeni v nekatere mošeje. Končno so v okrasne islamske stavbe uvedli v steno vgrajene stebre.

### Loki
Islamski loki, podobno stebrom, so sledili slogu, podobnemu rimski arhitekturi.[27] V islamski arhitekturi so v 8.-10. stoletju loki postali precej opazni. Obstajajo tri različne oblike islamskih lokov: podkvasti, oslovski hrbet (ogee) in deteljičasti ali nazobčani. V starodavni Indiji se islamski loki oblikujejo kot koničasti, zaobljeni ali ogiv.

## Keramika
Islamska umetnost ima zelo opazne dosežke v keramiki, tako v lončenini kot v stenskih ploščicah, ki so se v odsotnosti stenskih poslikav dvignile na višine, ki jim v drugih kulturah ni para. Zgodnja keramika je pogosto neglazirana, vendar je bila kositrna posteklitev ena najzgodnejših novih tehnologij, ki so jih razvili islamski lončarji. Prve islamske neprozorne glazure je mogoče najti kot modro pobarvano posodo v Basri, ki sega okoli 8. stoletja. Drug pomemben prispevek je bil razvoj keramike z žganjem, ki izvira iz Iraka v 9. stoletju. Prvi industrijski kompleks za proizvodnjo stekla in keramike je bil zgrajen v Raki v Siriji v 8. stoletju. Drugi centri za inovativno lončarstvo v islamskem svetu so bili Fustat (od 975 do 1075), Damask (od 1100 do okoli 1600) in Tabriz (od 1470 do 1550). Metalizirana keramika z mavričnimi barvami je morda nadaljevanjei predislamsko rimske in bizantinske tehnike, vendar je bila bodisi izumljena ali znatno razvita na lončenini in steklu v Perziji in Siriji od 9. stoletja naprej.
Na islamsko keramiko je pogosto vplivala kitajska keramika, katere dosežke so zelo občudovali in posnemali. To je še posebej veljalo v obdobjih po mongolskih invazijah in Timuridih. Vpliv je bil na tehnike, oblike in dekorativne motive. Do zgodnjega modernega obdobja je imela zahodna keramika zelo malo vpliva, vendar je bila islamska keramika v Evropi zelo iskana in pogosto kopirana. Primer tega je albarello, vrsta lončene posode iz majolike, ki je bila prvotno zasnovana za shranjevanje lekarniških mazil in suhih zdravil. Razvoj te vrste lekarniških posod je imel korenine na islamskem Bližnjem vzhodu. Hispano-moreskni primerki so bili izvoženi v Italijo, kar je spodbudilo najzgodnejše italijanske primerke iz Firenc iz 15. stoletja.
Hispano-moreskni slog se je pojavil v Al Andaluzu ali muslimanski Španiji v 8. stoletju pod egiptovskim vplivom, vendar je večina najboljše produkcije nastala veliko pozneje, pri lončarjih, za katere se domneva, da so bili večinoma muslimani, vendar so delali na območjih, ki so jih ponovno osvojila krščanska kraljestva. V svojih zasnovah je mešanica islamskih in evropskih elementov, veliko pa so izvažali v sosednje evropske države. V Evropo je uvedla dve keramični tehniki: glaziranje z neprozorno belo kositrno glazuro in barvanje v kovinskih sijajih. Osmanska İzniška keramika je ustvarila večino najboljših del v 16. stoletju, v ploščicah in velikih posodah, drzno okrašenih s cvetličnimi motivi, ponovno pod vplivom kitajske keramike dinastij Yuan in Ming. Ti so bili še v lončeni posodi; v islamskih državah do sodobnega časa ni bilo izdelanega porcelana, čeprav so kitajski porcelan uvažali in občudovali.
Srednjeveški islamski svet je imel tudi keramiko s poslikanimi živalskimi in človeškimi podobami. Primere najdemo po vsem srednjeveškem islamskem svetu, zlasti v Perziji in Egiptu.

### Ploščice
Najzgodnejše velike islamske stavbe, kot je Kupola na skali, v Jeruzalemu so imele notranje stene okrašene z mozaiki v bizantinskem slogu, vendar brez človeških figur. Od 9. stoletja naprej se je razvila značilna islamska tradicija glaziranih in svetlih ploščic za notranje in zunanje stene in kupole. Nekatere zgodnje sheme ustvarjajo modele z uporabo mešanic ploščic raznih barv, ki so bodisi razrezane na obliko ali so majhne in imajo nekaj oblik, ki se uporabljajo za ustvarjanje abstraktnih geometrijskih vzorcev. Kasnejše velike poslikane sheme uporabljajo ploščice, pobarvane pred žganjem z delom sheme – tehnika, ki zahteva zaupanje v dosledne rezultate žganja.
Nekateri elementi, zlasti črke napisov, so lahko oblikovani v tridimenzionalnem reliefu; zlasti v Perziji imajo nekatere ploščice v zasnovi lahko figurativno poslikavo živali ali posameznih človeških figur. Te so bile pogosto del modelov, večinoma sestavljenih iz enobarvnih ploščic, vendar z večjimi popolnoma pobarvanimi ploščicami v intervalih. Večje ploščice so pogosto oblikovane kot osemkrake zvezde in lahko prikazujejo živali ali človeško glavo ali doprsni kip, rastlinske ali druge motive. Geometrijski vzorci, kot je sodobno severnoafriško zellij delo, slog iz posamično ročno izklesanih kosov ploščic, vstavljenih v mavčno podlago, vsaka ene barve, vendar različnih in pravilnih oblik, kar se pogosto imenujejo mozaik, a ni povsem pravilno.
Moguli so veliko manj uporabljali ploščice, raje so imeli (in so si lahko privoščili) parčin kari, vrsta dekoracije pietra dura (op.: izraz za tehniko intarzije z uporabo rezanih in prilegajočih, visoko poliranih barvnih kamnov za ustvarjanje podob) iz intarziranih plošč iz poldragih kamnov, v nekaterih primerih z dragulji. To je mogoče videti v Tadž Mahalu, utrdbi v Agri in drugih cesarskih naročilih. Motivi so običajno cvetlični, v preprostejšem in bolj realističnem slogu kot v perzijskih ali turških delih, ki se nanašajo na rastline v mogulskih miniaturah.

## Steklo
Večino srednjega veka je bilo islamsko steklo najbolj izpopolnjeno v Evraziji, izvoženo tako v Evropo kot na Kitajsko. Islam je prevzel velik del tradicionalnega ozemlja proizvodnje stekla sasanidskega in starorimskega stekla in ker je figurativna dekoracija igrala majhno vlogo pri predislamskem steklu, sprememba sloga ni nenadna. Celotno območje je sprva tvorilo politično celoto in so bile na primer perzijske inovacije zdaj skoraj takoj sprejete v Egiptu. Zaradi tega je pogosto nemogoče ločiti med različnimi proizvodnimi centri, med katerimi so bili najpomembnejši Egipt, Sirija in Perzija, razen z znanstveno analizo materiala, ki ima precej težav. Iz različnih dokumentarnih referenc se zdi, da sta bila steklarstvo in trgovina s steklom posebnost judovske manjšine v več središčih.
Med 8. in zgodnjim 11. stoletjem je poudarek pri luksuznem steklu na učinkih, doseženih z "manipuliranjem površine" stekla, sprva z vrezovanjem v steklo na kolesu, pozneje pa z odrezovanjem ozadja, da ostane dizajn reliefen. Zelo masivno Hedvigino steklo (imenovano po Hedvigi Šlezijski), ki ga najdemo le v Evropi, vendar se običajno štejejo za islamsko (ali morda muslimanskih obrtnikov na Normanski Siciliji), je primer tega. Ti in drugi kosi stekla so verjetno predstavljali cenejše različice posod iz izrezljanega kamnitega kristala (prozornega kremena), na katere so vplivale starejše steklene posode in obstaja nekaj dokazov, da sta v tem obdobju rezanje stekla in rezbarenje iz trdega kamna veljala za isto obrt. Zdi se, da od 12. stoletja industrija v Perziji in Mezopotamiji upada, glavna proizvodnja luksuznega stekla pa se seli v Egipt in Sirijo, dekorativni učinki na gladko steklo pa so bili barve. V celotnem obdobju so lokalna središča izdelovala enostavnejše izdelke, kot je Hebronsko steklo v Palestini.
Slikanje z metalizirano glazuro, s tehnikami, podobnimi lončenini, sega v 8. stoletje v Egiptu, razširjeno pa je postalo v 12. stoletju. Druga tehnika je bila dekoracija s steklenimi nitmi druge barve, vdelanimi v glavno površino in včasih manipulirana s česanjem in drugimi učinki. Na repertoar so dodali pozlačeno, poslikano in emajlirano steklo, oblike in motive pa so si izposodili iz drugih medijev, kot sta keramika in kovinarstvo. Nekaj najboljših del je bilo v mošejskih svetilkah, ki jih je podaril vladar ali bogat človek. Ko je dekoracija postajala vse bolj dovršena, se je kakovost osnovnega stekla zmanjšala in »ima pogosto rjavkasto rumen odtenek in je le redko brez mehurčkov«. Zdi se, da je Alep po mongolski invaziji leta 1260 prenehal biti glavno središče in zdi se, da je Timur okoli leta 1400 končal sirsko industrijo tako, da je odpeljal kvalificirane delavce v Samarkand. Približno leta 1500 so Benečani prejemali velika naročila za mošejske svetilke.

## Predmeti iz kovin
Srednjeveška islamska kovina ponuja popoln kontrast z evropskim ekvivalentom, v katerem prevladujejo modelirane figure in živobarvni okras v emajlu, nekateri kosi v celoti iz plemenitih kovin. V nasprotju s tem so preživeli islamski kovinski izdelki sestavljeni iz praktičnih predmetov, večinoma iz medenine, brona in jekla, s preprostimi, a pogosto monumentalnimi oblikami in površinami, ki so zelo okrašene z gosto dekoracijo v različnih tehnikah, vendar je barva večinoma omejena na vložke zlata, srebra, bakra ali črne niello. Najštevilčnejši ostanki srednjeveških obdobij so fini medeninasti predmeti, ki so dovolj lepi, da so jih lahko ohranili, vendar niso dovolj dragoceni, da bi jih stopili. Obilni lokalni viri cinka v primerjavi s kositrom pojasnjujejo redkost brona. Gospodinjski predmeti, kot so kosi ali vrči za vodo, so bili izdelani iz enega ali več kosov medenine, spajkanih skupaj in nato obdelanih in intarziranih.
Hadis prepoveduje uporabo zlatih in srebrnih posod za pitje in jedenje, idealne v starem Rimu in Perziji ter srednjeveških krščanskih družbah, kot tudi nošenje zlatih prstanov. Islamski kovinarji so s svojimi evropskimi kolegi delili razmeroma visok družbeni status v primerjavi z drugimi umetniki in obrtniki, podpisanih pa je veliko večjih kosov.
Islamski kovinski predmeti vsebujejo nekatere tridimenzionalne živalske figure, kot so izlivniki na vrčih, vendar je znan le en pomemben emajlirani predmet bizantinske tehnike cloisonne. Grifin iz Pise je največja preživela bronasta žival, verjetno iz 11. stoletja iz Al Andaluza. Bolj pogosti predmeti z dovršeno dekoracijo so masivni nizki svečniki in stojala za svetilke, lanterne, sklede, posode, umivalniki, vedra (ti verjetno za kopel) in vrči, pa tudi skrinjice, ovitki za peresa in plošče. Vrče in umivalnike so prinesli za umivanje rok pred vsakim obrokom in po njem, zato so pogosto razkošno obdelani premeti. Tipična posoda iz 13. stoletja iz Horasana je okrašena z listjem, živalmi in znaki zodiaka v srebru in bakru ter nosi blagoslov. Specializirani predmeti so noži, orožje in oklepi (ki so vedno zelo zanimivi za elito) in znanstvene instrumente, kot so astrolabi, pa tudi nakit. Dekoracije je običajno veliko in zelo pogosto vključuje arabeske in kaligrafijo, včasih pa navede ime lastnika in datum.

## Druge uporabne umetnosti
Visoke ravni dosežkov so bile dosežene pri drugih materialih, vključno z rezbarijami in nakitom v kamnorezbarstvu, rezbarijo slonovine, tekstilom in usnjem. V srednjem veku je bilo v drugih delih sveta islamsko delo na teh področjih zelo cenjeno in se je pogosto trgovalo zunaj islamskega območja. Poleg miniaturnega slikarstva in kaligrafije so druge umetnosti kot dekorativna iluminacija knjig in platnic  edina vrsta, ki jo najdemo v rokopisih Korana, ki so v luksuznih rokopisih pogosto zelo dekorativne, pri čemer uporabljajo bodisi geometrijske motive, ki jih najdemo v iluminacijah, bodisi včasih figurativne podobe, ki so jih za obrtnike verjetno narisali miniaturni slikarji. Materiali vključujejo barvno, obdelano in žigosano usnje ter lak čez barvo.

### Dragi kamni
Egiptovsko rezbarjenje kamnitega kristala v posode se pojavi v poznem 10. stoletju in skoraj izgine po okoli leta 1040. Na Zahodu je kar nekaj teh posod, ki so očitno prišle na trg po tem, ko so plačanci izropali palača Fatimidskega kalifa v Kairu leta 1062, evropski kupci pa so jih pograbili in so večinoma končale v cerkvenih zakladnicah. Iz poznejših obdobij, zlasti iz izjemno bogatih osmanskih in mogulskih dvorov, je veliko razkošnih predmetov iz poldragih kamnov, z malo površinske dekoracije, vendar vstavljenih z dragulji. Takšni predmeti so bili morda izdelani v zgodnejših obdobjih, vendar jih je le malo preživelih.

### Pohištvo
Starejše rezbarije v lesu so običajno reliefno ali preluknjano delo na ravnih predmetih za arhitekturno uporabo, kot so zasloni, vrata, strehe, tramovi in frizi. Pomembna izjema so zapleteni dizajni muqarnas, ki dajejo streham in drugim arhitekturnim elementom videz kapnikov. Ti so pogosto v lesu, včasih poslikani na les, a pogosto ometani pred slikanjem; primeri v Alhambri v Granadi v Španiji so med najbolj znanimi. Tradicionalno je islamsko pohištvo, razen skrinj, je bilo običajno pokrito z blazinami; ohranjenih je nekaj kosov, vključno z nizko okroglo dvanajststransko mizico iz leta 1560 iz osmanskega dvora, z intarzijami - vložki iz svetlega lesa in ena sama velika keramična plošča na mizi. Fini vložki, značilni za osmansko dvorno pohištvo, so se morda razvili iz slogov in tehnik, uporabljenih pri orožju in glasbilih, za katere je bila uporabljena najboljša razpoložljiva izdelava. Obstajajo tudi prefinjeno okrašene skrinje in predalniki iz različnih obdobij. Spektakularen in slaven (in daleč od ravnega) strop Cappella Palatina je bil ena od islamskih sestavin normanske palače iz 12. stoletja v Palermu, ki je izbrala najboljše elemente katoliške, bizantinske in islamske umetnosti. Drugi znani leseni stropovi so v Alhambri v Granadi.

### Slonovina
Rezbarenje slonovine je bilo osredotočeno na Sredozemlje in se je razširilo iz Egipta, kjer je bila podedovana uspešna koptska industrija; perzijska slonovina je redka. Običajni slog je bil globok relief z enakomerno površino; nekaj kosov je bilo poslikanih. Španija se je specializirala za skrinjice in okrogle škatle, v katerih so verjetno hranili dragulje in parfume. Proizvajali so jih v glavnem v približno obdobju 930–1050 in so jih veliko izvažali. Številni deli so podpisani in datirani, na dvornih predmetih pa je pogosto vpisano ime lastnika; bila so običajno darila vladarja. Poleg dvorne delavnice je imela Cordoba trgovske delavnice, ki so proizvajale blago nekoliko nižje kakovosti. V 12. in 13. stoletju so delavnice na normanski Siciliji izdelovale skrinjice, ki so se očitno nato po preganjanju preselile v Granado in drugam. Egipčanska dela so bila običajno v ravnih ploščah in frizih, za vstavljanje v les in verjetno pohištvo – večina je zdaj ločena od svojih osnov. Mnogi so bili kaligrafski, drugi pa so nadaljevali bizantinsko tradicijo lovskih prizorov z ozadjem arabesk in listja v obeh primerih.

### Svila
Kljub hadiskim pregovorom proti nošenju svile se je bizantinska in sasanidska tradicija tkanja veličastnega svilenega blaga nadaljevala pod islamom. Nekateri vzorci so kaligrafski, še posebej, če so narejeni za pokrivala za prekrivanje grobnice, več pa je presenetljivo konzervativnih različic zgodnejših tradicij, s številnimi velikimi figurami živali, zlasti veličastnimi simboli moči, kot sta lev in orel. Večino zgodnje svile so našli v grobnicah in v Evropi v relikviarijih, kjer so bile relikvije pogosto zavite v svilo. Evropska duhovščina in plemstvo so bili že od zgodnjega časa navdušeni kupci islamske svile in na primer telo zgodnjega škofa v Toulu v Franciji je bilo zavito v svilo iz območja Buhare v sodobnem Uzbekistanu, verjetno ko je bilo telo leta 820 ponovno pokopano. Plašč sv. Jošta je slavna samitska tkanina iz vzhodne Perzije, ki je prvotno imela preprogi podoben dizajn z dvema paroma soočenih slonov, obkroženih z obrobami, vključno z vrstami kamel in napisom v kufski pisavi, iz katere se zdi, da je datum pred letom 961. Druga svila je bila uporabljena za oblačila, zavese, oltarne krpe in cerkvene obleke, ki so bile skoraj vse izgubljene, razen nekaterih oblačil.
Osmanska svila je bila manj izvožena, številni ohranjeni kraljevi kaftani pa imajo preprostejše geometrijske vzorce, mnogi s stiliziranimi "tigrovimi črtami" pod tremi kroglicami ali krogi. Druge svile imajo vzorce listja, primerljive s tistimi na izniški keramiki ali preprogah, priljubljen motiv pa so pasovi, ki tvorijo ogivalne predelke. Nekateri modeli začnejo kazati italijanski vpliv. Do 16. stoletja je perzijska svila uporabljala manjše vzorce, od katerih so mnogi prikazovali sproščene vrtne prizore čudovitih fantov in deklet iz istega sveta kot tisti v sodobnih miniaturah in včasih prepoznavne prizore iz perzijske poezije. Krožni strop za šotor iz 16. stoletja s premerom 97 cm prikazuje neprekinjeno in natrpano lovsko sceno; očitno jo je oropala vojska Sulejmana Veličastnega med invazijo na Perzijo v letih 1543–1545, preden jo je vzel poljski general pri obleganju Dunaja leta 1683. Mogulska svila vsebuje veliko indijskih elementov in pogosto vsebuje razmeroma realistične "portrete" rastlin, kot jih najdemo v drugih medijih.

### Indonezijski batik
Razvoj in izpopolnjevanje indonezijske tkanine iz batika je bilo tesno povezano z islamom. Islamska prepoved nekaterih podob je spodbudila oblikovanje batika, da je postal bolj abstrakten in zapleten. Realistične upodobitve živali in ljudi so na tradicionalnem batiku redke. Vendar pa so mitične kače, ljudje s pretiranimi lastnostmi in Garuda iz predislamske mitologije pogosti motivi.
Čeprav je njegov obstoj že pred islamom, je batik dosegel svoj vrhunec na kraljevih muslimanskih dvorih, kot sta Mataram in Jogjakarta, katerih sultani so spodbujali in pokroviteljsko podpirali proizvodnjo batika. Danes batik doživlja oživitev, krpe pa se uporabljajo za dodatne namene, kot je zavijanje Korana.

## Zgodovina

### Začetki

#### Preddinastična zgodovina
Obdobje hitre ekspanzije islamske dobe predstavlja dokaj natančen začetek za oznako islamske umetnosti. Zgodnje geografske meje islamske kulture so bile v današnji Siriji. Najstarejše islamske predmete je precej težko razlikovati od njihovih predhodnikov v perzijski ali sasanidski in bizantinski umetnosti, spreobračanje množice prebivalstva, vključno z umetniki, pa je trajalo precejšnje obdobje, včasih stoletja, po začetnem širjenju islama. Predvsem je bila znatna proizvodnja neglazirane keramike, o čemer priča znamenita majhna skleda, ohranjena v Louvru, katere napis zagotavlja njeno pripisovanje islamskemu obdobju. V teh zgodnjih produkcijah so bili najpomembnejši rastlinski motivi.
Vplivi sasanidske umetniške tradicije vključujejo podobo kralja kot bojevnika in leva kot simbola plemenitosti in moškosti. Beduinske plemenske tradicije so se mešale z bolj prefinjenimi slogi osvojenih ozemelj. V začetnem obdobju so imeli kovanci človeške figure v bizantinskem in sasanidskem slogu, morda zato, da bi uporabnikom zagotovili njihovo nadaljnjo vrednost, preden se je islamski slog s črkami začel.

#### Omajadi
Verska in civilna arhitektura sta se razvili v času Omajadskih kalifatov (661–750), ko so se začeli izvajati novi koncepti in novi načrti.
Kupola na skali v Jeruzalemu je ena najpomembnejših zgradb v vsej islamski arhitekturi, ki jo zaznamuje močan bizantinski vpliv (mozaik na zlati podlagi in centralni tloris, ki spominja na cerkev Božjega groba), vendar že nosi čisto islamske elemente, kot je veliki epigrafski friz. Puščavski gradovi v Jordaniji in Siriji (na primer Qasr Al-Mshatta, Qasr Amra in Hišamova palača) so služile kalifom kot bivalni prostori, sprejemne dvorane in kopeli ter so bile okrašene, vključno z nekaterimi stenskimi slikami, da bi promovirale podobo kraljevega razkošja.
Predmeti v keramiki so bili v tem obdobju še nekoliko primitivni in neglazirani. Iz tega časa so se ohranili nekateri kovinski predmeti, vendar jih je še vedno precej težko ločiti od predmetov iz predislamskega obdobja.
Abd al-Malik je uvedel standardne kovance, ki so vsebovali arabske napise namesto podob monarha. Hiter razvoj lokalnih kovancev v času gradnje Kupole na skali dokazuje preusmeritev omajadske akulturacije. V tem obdobju je nastala predvsem islamska umetnost.
V tem obdobju omajadski umetniki in obrtniki niso izumili novega besedišča, ampak so začeli raje uporabljati tistega, ki so ga prejeli iz sredozemske in iranske pozne antike, ki so ga prilagodili lastnim umetniškim pojmovanjem. Na primer, mozaiki v mošeji Omajadov v Damasku temeljijo na bizantinskih modelih, vendar nadomeščajo figurativne elemente s podobami dreves in mest. O teh vplivih pričajo tudi puščavski gradovi. Z združevanjem različnih tradicij, ki so jih podedovali, ter s ponovnim prilagajanjem motivov in arhitekturnih elementov so umetniki po malem ustvarili tipično muslimansko umetnost, ki je še posebej opazna v estetiki arabeske, ki se pojavlja tako na spomenikih kot v iluminiranih Koranih.

#### Abasidi
Abasidski kalifat (750–1258) je bil priča premikanju prestolnice iz Damaska v Bagdad in nato iz Bagdada v Samaro. Premik v Bagdad je vplival na politiko, kulturo in umetnost. Umetnostni zgodovinar Robert Hillenbrand (1999) primerja gibanje z ustanovitvijo »islamskega Rima«, saj je srečanje vzhodnih vplivov iz iranskih, evroazijskih stepskih, kitajskih in indijskih virov ustvarilo novo paradigmo za islamsko umetnost. Klasične oblike, podedovane iz bizantinske Evrope in grško-rimskih virov, so bile zavržene v korist tistih, ki so črpali iz novega islamskega središča. Celo zasnova mesta Bagdad ga je postavila v "popek sveta", kot je zapisal zgodovinar al-Ja'kubi iz 9. stoletja.
Starodavno mesto Bagdad ni mogoče dobro izkopati, saj leži pod sodobnim mestom. Vendar pa je abbasidska Samara, ki je bila večinoma zapuščena, dobro raziskana in je znana po ohranjenih primerkih štukaturnih reliefov, v katerih je mogoče zaslediti prazgodovino arabeske. Motivi, znani iz štukature v Samarri, omogočajo datiranje struktur, zgrajenih drugje, poleg tega pa jih najdemo na prenosnih predmetih, zlasti v lesu, od Egipta do Irana.
Samara je bila priča "polnoletnosti" islamske umetnosti. Polikromno poslikane štukature so omogočile eksperimentiranje v novih slogih oblikovanja in rezbarjenja. Obdobje Abasidov je sovpadalo tudi z dvema velikima inovacijama v keramični umetnosti: izumom fajanse in metalizirane posode. Hadiska prepoved uporabe zlatih ali srebrnih posod je privedla do razvoja glazure v lončenini, ki so jo izdelovali z mešanjem žvepla in kovinskih oksidov v oker in kis, naslikali na že glazirano posodo in nato še drugič žgali. Bilo je drago in težko upravljati drugi krog žganja, vendar je želja po preseganju finega kitajskega porcelana privedla do razvoja te tehnike.
Čeprav se splošno dojemanje abasidske umetniške produkcije osredotoča predvsem na lončarstvo, je bil največji razvoj abasidskega obdobja v tekstilu. V vladnih delavnicah, znanih kot tiraz, so izdelovali svilo z imenom monarha, kar je aristokratom omogočalo, da izkažejo svojo zvestobo vladarju. Druge svile so bile poslikane. Uporabnost svilenih izdelkov v dekoraciji sten, vhodnih okraskov in ločevanju prostorov ni bila tako pomembna kot njena denarna vrednost ob Svilni cesti.
V tem obdobju se je pri površinski dekoraciji keramike začela uporabljati islamska kaligrafija. Iluminirani Korani so pritegnili pozornost, črkovne oblike so zdaj bolj zapletene in stilizirane do te mere, da so upočasnile prepoznavanje samih besed.

### Srednji vek (9.–15. stoletje)
Od 9. stoletja se je suverenost Abasidov spodbijala v provincah, ki so najbolj oddaljene od iraškega središča. Ustanovitev rodbine Ismaʻili Shiʻi, rodbine severnoafriškega Fatimidskega kalifata, ki ji je sledil Kordovski kalifat na Iberskem polotoku, je dalo moč temu nasprotovanju, pa tudi majhnim rodbinam in avtonomnim guvernerjem v Iranu.

#### Španija in Maghreb
Prva islamska rodbina, ki se je uveljavila v današnji Španiji, v arabščini znani kot Al Andaluz, so bili Omajadi, ki izvirajo iz velikega Omajadskega kalifata v Siriji. Po njihovem padcu so jih zamenjala različna avtonomna kraljestva, taifa (1031–1091), vendar se umetniška produkcija iz tega obdobja ne razlikuje bistveno od omajadske. Konec 11. stoletja sta dve berberski plemeni, Almoravidi in Almohadi, zaporedoma zajeli vodjo Magreba in Španije, s čimer so v umetnost prinesli vplive Magreba. Niz vojaških zmag krščanskih monarhov je islamsko Španijo do konca 14. stoletja zmanjšal na mesto Granada, ki mu je vladala rodbina Nasridov, ki ji je uspelo ohraniti svojo oblast do leta 1492.
Al Andaluz je bila veliko kulturno središče srednjega veka. Poleg velikih univerz, ki so poučevale filozofijo in znanosti, še neznane v krščanstvu (kot je Ibn Rušd), je bilo ozemlje enako pomembno središče umetnosti.
Pri izdelavi predmetov je bilo uporabljenih veliko tehnik. Slonovina se je v veliki meri uporabljala za izdelavo škatel in skrinjic. Piksida al-Mughira je mojstrovina žanra. Pri kovinskih predmetih so velike okrogle skulpture, ki so v islamskem svetu običajno precej redke, služile kot dovršene posode za vodo ali kot izlivi za fontane. Veliko tekstila, predvsem svile, je bilo izvoženo: veliko jo najdemo v cerkvenih zakladnicah krščanstva, kjer je služila kot pokritje za relikvijarije svetnikov. Iz obdobij vladavine Magreba je mogoče opaziti tudi okus po poslikanem in rezbarjenem lesu.
Umetnost severne Afrike ni tako dobro raziskana. Za rodbini Almoravidov in Almohadov je značilna nagnjenost k varčevanju, na primer v mošejah z golimi zidovi. Kljub temu se je luksuzna umetnost še naprej proizvajala v velikih količinah. Rodbini Marinidi in Hafsidi sta razvili pomembno, a slabo razumljeno arhitekturo ter veliko količino poslikanega in rezbarjenega lesa.

#### Arab Mašrik
Fatimidski kalifat, ki je vladal v Egiptu od 909 do 1171, je v svojo prestolnico Kairo uvedel obrt in znanje iz politično nemirnega Bagdada.
Do leta 1070 se je Seldžuško cesarstvo pojavilo kot prevladujoča politična sila v muslimanskem svetu, potem ko so osvobodili Bagdad in premagali Bizantince pri Manzikertu. Med vladavino Malik-Šaha I. so Seldžuki blesteli v arhitekturi, hkrati pa so v Siriji oblast prevzeli atabegi (guvernerji seldžuških knezov). Precej neodvisni so izkoristili spopade s frankovskimi križarji. Leta 1171 je Saladin zasedel Fatimidski Egipt in na prestol postavil prehodno rodbino Ajubidov. To obdobje je značilno po inovacijah v metalurgiji in razširjeni izdelavi damaščanskih jeklenih mečev in bodal, proizvodnja keramike, stekla in kovine visoke kakovosti je potekala neprekinjeno, emajlirano steklo pa je postalo še ena pomembna obrt.
Leta 1250 so Mameluki prevzeli Ajubidom nadzor nad Egiptom kot mameluški sultanat, do leta 1261 pa so se uspeli uveljaviti tudi v Siriji, njihov najbolj znan vladar je bil Baibars. Mameluki, strogo gledano, niso bili rodbina, saj niso vzdrževali patrilinearnega načina nasledstva; v resnici so bili mameluki osvobojeni turški in kavkaški sužnji, ki so (teoretično) prenesli oblast na druge podobne položaje. Ta način vladanja je vztrajal tri stoletja, do leta 1517, in je povzročil obilo arhitekturnih projektov; v tem obdobju je bilo zgrajenih na tisoče stavb. Pokroviteljstvo luksuznih umetnosti je dajalo prednost predvsem emajliranemu steklu in kovinam in se spominja kot zlata doba srednjeveškega Egipta. Baptistère de Saint Louis v Louvru je primer zelo visoke kakovosti kovinskih izdelkov v tem obdobju.

#### Iran in Srednja Azija
V Iranu in severu Indije so se Tahiridi, Samanidi, Gaznavidi in Guridi borili za oblast v 10. stoletju in umetnost je bila pomemben element tega tekmovanja. Zgrajena so bila velika mesta, kot sta Nishapur in Gazni in začela se je gradnja Velike mošeje v Isfahanu (ki se bo nadaljevala nekaj stoletij). Gojila se je tudi nagrobna arhitektura, lončarji pa so razvili precej individualne sloge: kalejdoskopski ornament na rumeni podlagi; ali marmorirane dekoracije, ustvarjene tako, da barvne glazure tečejo; ali slikanje z več plastmi slip pod glazuro.
Seldžuki, nomadi turškega izvora iz današnje Mongolije, so se na odru islamske zgodovine pojavili proti koncu 10. stoletja. Bagdad so zasegli leta 1048, preden so leta 1194 izumrli v Iranu, čeprav se je proizvodnja "seldžuških" del nadaljevala do konca 12. in začetka 13. stoletja pod okriljem manjših, neodvisnih vladarjev in mecenov. V njihovem času se je središče kulture, politike in umetniške produkcije preselilo iz Damaska in Bagdada v Merv, Nishapur, Rayy in Isfahan, vse v Iranu.
Ljudsko pokroviteljstvo se je razširilo zaradi rastočega gospodarstva in novega mestnega bogastva. Napisi v arhitekturi so se bolj osredotočali na pokrovitelje dela. Na primer, sultani, vezirji ali nižji uradniki bi bili pogosto omenjeni v napisih na mošejah. Medtem je rast množične tržne proizvodnje in prodaje umetnin postala bolj običajna in dostopna trgovcem in strokovnjakom. Zaradi povečane proizvodnje so številne relikvije iz seldžuške dobe preživele in jih je mogoče zlahka datirati. Nasprotno pa je datacija zgodnejših del bolj dvoumna. Zato je seldžuško umetnost zlahka zamenjati z novim razvojem in ne kot dediščino klasičnih iranskih in turških virov.
Inovacije v keramiki iz tega obdobja vključujejo proizvodnjo posode ne iz gline, ampak iz silicijeve paste (fritware), medtem ko so kovinarji začeli obdelovati bron s plemenitimi kovinami. V celotnem seldžuškem obdobju, od Irana do Iraka, je mogoče videti poenotenje knjižnega slikarstva. Te slike imajo živalske figure, ki prenašajo močan simbolni pomen zvestobe, izdaje in poguma.
V 13. stoletju so Mongoli pod vodstvom Džingiskana preplavili islamski svet. Po njegovi smrti je bilo njegovo cesarstvo razdeljeno med njegove sinove, ki so oblikovali številne rodbine: Yuan na Kitajskem, Ilkhanidi v Iranu in Zlato hordo v severnem Iranu in južni Rusiji.

#### Ilkhanidi
Pod temi "malimi kani", ki so bili prvotno podrejeni cesarju dinastije Yuan, se je hitro osamosvojila in razvila bogata civilizacija. Arhitekturna dejavnost se je okrepila, ko so se Mongoli naselili in ohranili sledi svojega nomadskega izvora, kot je orientacija zgradb sever–jug. Hkrati je potekal proces "iranizacije" in nadaljevala se je gradnja po predhodno uveljavljenih tipih, kot so mošeje "iranskega tlorisa". Pod to dinastijo se je rodila tudi umetnost perzijske knjige, ki jo je spodbujalo aristokratsko pokroviteljstvo velikih rokopisov, kot je Jami' al-tawarikh (Zbornik kronik) Rašida-al-Dina Hamadanija. Pojavile so se nove tehnike v keramiki, kot je lajvardina (različica sijajne posode), kitajski vpliv pa je zaznaven v vseh umetnostih.

#### Zlata horda in Timuridi
Zgodnje umetnosti nomadov Zlate horde so slabo razumljene. Raziskave se šele začenjajo in odkriti so bili dokazi za urbanistično načrtovanje in arhitekturo. Pomembna je bila tudi proizvodnja izdelkov v zlatu, ki pogosto kažejo močan kitajski vpliv. Velik del tega dela je danes ohranjenega v Ermitažu.
Začetek tretjega velikega obdobja srednjeveške iranske umetnosti, obdobja Timuridov, je zaznamovala invazija tretje skupine nomadov pod vodstvom Timurja. V 15. stoletju je ta rodbina povzročila zlato dobo v perzijskem rokopisnem slikarstvu, vključno s priznanimi slikarji, kot je Kamāl ud-Dīn Behzād, pa tudi številnimi delavnicami in pokrovitelji.

#### Sirija, Irak, Anatolija
Seldžuški Turki so potisnili iz Irana v Anatolijo, v bitki pri Manzikertu (1071) zmagali nad Bizantinskim cesarstvom in ustanovili sultanat, neodvisen od iranske veje rodbine. Zdi se, da je njihova moč v veliki meri oslabela po mongolskih invazijah leta 1243, vendar so kovanci ostali z njihovim imenom do leta 1304. Arhitektura in predmeti so sintetizirali različne sloge, tako iranske kot sirske, zaradi česar je včasih natančno pripisovanje oteženo. Umetnost obdelave lesa se je gojila in vsaj en ilustriran rokopis je iz tega obdobja.
Karavanseraji bili so posejani ob glavnih trgovskih poteh po regiji, postavljeni v intervalih enodnevnega potovanja. Gradnja teh karavansarajskih gostišč se je izboljšala v obsegu, utrjenosti in ponovljivosti. Prav tako so začele vsebovati osrednje mošeje.
Turkmeni so bili nomadi, ki so se naselili na območju jezera Van. Odgovorni so bili za številne mošeje, kot je Modra mošeja v Tabrizu, odločilni vpliv pa so imeli po padcu anatolskih Seldžukov. Od 13. stoletja so v Anatoliji prevladovale majhne turkmenske rodbine, ki so postopoma zasedale bizantinsko ozemlje. Postopoma se je pojavila velika rodbina Osmanov, ki jih po letu 1450 imenujejo »prvi Osmani«. Turkmenska umetniška dela se lahko obravnavajo kot predhodniki osmanske umetnosti, zlasti keramika "Milet" in prva modro-bela anatolska dela.
Islamsko knjižno slikarstvo je bilo priča svoji prvi zlati dobi v 13. stoletju, večinoma iz Sirije in Iraka. Vpliv bizantinskega vizualnega besedišča (modra in zlata barva, angelski in zmagoviti motivi, simbolika draperije) v kombinaciji z mongoloidnimi tipi obraza v knjižnih frontispisih iz 12. stoletja.
Zgodnejši kovanci so nujno vsebovali arabske epigrafe, ko pa je družba Ajubidov postala bolj svetovljanska in večetnična, so kovanci začeli vsebovati astrološke, figuralne (z različnimi grškimi, selevkidskimi, bizantinskimi, sasanidskimi in sodobnimi doprsnimi kipi turških vladarjev) in živalske podobe.
Hillenbrand namiguje, da so bila srednjeveška islamska besedila, imenovana Maqamat, ki jih je kopiral in ilustriral Yahya ibn Mahmud al-Wasiti, ena izmed najzgodnejših "velikih ilustriranih knjig ". Bile so med prvimi besedili, ki so zrcalili vsakdanje življenje v islamski umetnosti, upodabljale so šaljive zgodbe in so pokazale malo ali nič podedovanja slikovne tradicije.

#### Indijska podcelina
Indijska podcelina, katere severne dele so osvojili Gaznavidi in Guridi v 9. stoletju, je postala avtonomna šele leta 1206, ko so oblast prevzeli Muizzi ali kralji sužnjev, kar je pomenilo rojstvo Delhijskega sultanata. Kasneje so bili ustanovljeni drugi konkurenčni sultanati Bengalski, Kašmirsku, Gudžarat, Jaunpur, Malva in na severu Dekan (Bahmanidi). Postopoma so se ločili od perzijskih tradicij, s čimer so se rodili izvirni pristopi k arhitekturi in urbanizmu, zaznamovani predvsem z interakcijo s hindujsko umetnostjo. Proučevanje izdelave predmetov se je komajda začela, znana pa je živahna umetnost rokopisne iluminacije. Obdobje sultanatov se je končalo s prihodom Mogulov, ki so postopoma zasegli njihova ozemlja.

### Trije imperiji

#### Osmani
Osmansko cesarstvo, katerega izvor sega v 14. stoletje, je obstajalo še nekaj časa po prvi svetovni vojni. Ta impresivna dolgoživost v kombinaciji z ogromnim ozemljem (od Anatolije do Tunizije) je seveda privedla do vitalne in značilne umetnosti, vključno z bogato arhitektura, množično proizvodnja keramike tako za ploščice kot za posodo, predvsem İzniška posoda, pomembne kovine in nakit, turški marmoriran papir Ebru, turške preproge ter tapiserije in izjemne osmanske miniature ter dekorativna osmanska iluminacija.
Mojstrovine osmanske rokopisne ilustracije vključujejo dve »knjigi praznikov« (Surname-i Hümayun), ena iz konca 16. stoletja, druga pa iz obdobja sultana Murata III. Ti knjigi vsebujeta številne ilustracije in kažeta močan vpliv Safavidov; zato so jih morda navdihnile knjige, zajete med osmansko-safavidskimi vojnami v 16. stoletju.
Osmani so znani tudi po tem, da so v keramiki razvili svetlo rdeč pigment Iznik rdeča, ki je dosegel svoj vrhunec v 16. stoletju, tako v lončarstvu kot v ploščicah, z uporabo cvetličnih motivov, ki so se precej preoblikovali iz njihovih kitajskih in perzijski modelov. Od 18. stoletja je osmanska umetnost prišla pod precejšen evropski vpliv, Turki so sprejeli različice rokokoja, ki so imele trajen in ne preveč ugoden učinek, kar je privedlo do prezahtevne dekoracije. Slikarstvo v evropskem slogu se je počasi uvajalo, Osman Hamdi Bej (1842-1910) je bil dolgo časa nekoliko osamljen. Bil je član osmanske upravne elite, ki se je izpopolnjeval v Parizu in je v svoji dolgi karieri kot višji administrator in kustos slikal v Turčiji. Veliko njegovih del tako rekoč predstavlja orientalizem od znotraj.

#### Moguli
Mogulsko cesarstvo na indijski podcelini je trajalo od leta 1526 do (tehnično) 1858, čeprav je od poznega 17. stoletja moč odtekla od cesarjev k lokalnim vladarjem, pozneje pa evropskim silam, predvsem Britanskemu Radžu, ki je bil glavna sila v Indiji do poznega 18. stoletja. Obdobje je najbolj opazno po razkošnih dvornih umetnostih, mogulski slogi pa so močno vplivali tudi na lokalne hindujske in kasnejše vladarje Sikhov. Mogulska miniatura se je začela z uvažanjem perzijskih umetnikov, zlasti skupine, ki jo je vrnil Humayun, ko je bil v izgnanstvu v Safavidski Perziji, a kmalu so bili lokalni umetniki, številni hindujci, usposobljeni za ta slog. Realistični portret ter podobe živali in rastlin so se v mogulski umetnosti razvili več od tega, kar so doslej dosegli Perzijci, velikost miniatur pa se je povečala, včasih tudi na platno. Mogulski dvor je imel dostop do evropskih grafik in drugih umetnosti, ki so imele vedno večji vpliv, kar se je pokazalo v postopnem uvajanju vidikov zahodne grafične perspektive in širšega nabora poz v človeški figuri. Nekatere zahodne slike so bile neposredno kopirane ali izposojene. Ko so se razvijali dvori lokalnih Navabov, so se tako na muslimanskih kot hindujskih knežjih dvorih razvili različni provincialni slogi z močnejšim vplivom tradicionalnega indijskega slikarstva.
Umetnost nakita in oblikovanja dragih kamnov kot so jaspis, žad, okrasitve z rubini, diamanti in smaragdi, omenja mogulski kronist Abu'l Fazl, in vrsta primerov je preživela; še posebej impresivna je serija bodal v obliki konjskih glav.
Moguli so bili tudi fini metalurgi, uvedli so damaščansko jeklo in izpopolnili lokalno proizvedeno jeklo Wootz, Moguli so uvedli tudi bidri, tehniko obdelave kovin, pri kateri so srebrni motivi pritisnjeni na črno ozadje. Znani metalurgi, kot sta Ali Kašmiri in Muhamed Salih Tatavi, so ustvarili brezšivne nebesne globuse.

#### Safavidi in Kadžari
Iranski Safavidi, ki segajo od 1501 do 1786, se razlikujejo od Mogulskega in Osmanskega cesarstva ter prejšnjih perzijskih vladarjev, deloma po šiitski veri njenih šahov, ki jim je uspelo narediti večinsko denominacijo v Perziji. Keramično umetnost zaznamuje močan vpliv kitajskega porcelana, ki je pogosto izdelan v modri in beli barvi. Arhitektura je cvetela in dosegla visoko točko z gradbenim programom šaha Abasa v Isfahanu, ki je vključeval številne vrtove, palače (kot je Ālī Qāpū), ogromen bazar in veliko šahovo mošejo.
Umetnost iluminiranih rokopisov je tudi dosegla nove višine, zlasti v šaha Tahmaspa Šahname, ogromni kopiji Firduzijeve pesmi, ki vsebuje več kot 250 slik. V 17. stoletju se razvije nova vrsta slikarstva, ki temelji na albumu (muraqqa). Albumi so bile stvaritve poznavalcev, ki so povezovali posamezne liste s slikami, risbami ali kaligrafijo različnih umetnikov, včasih izrezane iz prejšnjih knjig, drugič pa ustvarjene kot samostojna dela. Slike Reze Abasija v veliki meri nastopajo v tej novi umetnosti knjige, ki prikazujejo eno ali dve večji figuri, tipično idealizirane lepote v vrtnem okolju, ki pogosto uporabljajo tehnike grizaj, ki so se prej uporabljale za obrobne slike za ozadje.
Po padcu Safavidov je oblast prevzela turkmenska rodbina Kadžari, ki je bila stoletja ustanovljena na bregovih Kaspijskega jezera. Kadžarska umetnost kaže vse večji evropski vpliv, kot na velikih oljnih slikah, ki prikazujejo kadžarske šahe. Nov pomen je dobilo tudi jeklo. Tako kot Osmani so tudi Kadžari preživeli do leta 1925, nekaj let po prvi svetovni vojni.

### Sodobnost
Od 15. stoletja je začelo upadati število manjših islamskih dvorov, saj so jih pogoltnili Osmansko cesarstvo, pozneje pa Safavidi in evropske sile; to je vplivalo na islamsko umetnost, ki je bila običajno močno vodena pod pokroviteljstvom dvora. Vsaj od 18. stoletja dalje je bila elitna islamska umetnost vedno bolj pod vplivom evropskih slogov in v uporabni umetnosti je bodisi v veliki meri prevzela zahodne sloge ali pa se je prenehala razvijati in ohranila kateri koli slog, ki je prevladoval na neki točki v poznem 18. ali zgodnjem 19. stoletju. Številne panoge z zelo dolgo zgodovino, kot je lončarstvo v Iranu, so se večinoma zaprle, medtem ko so druge, kot je kovinska obdelava medenine, na splošno postale zamrznjena v slogu, pri čemer je velik del njihove proizvodnje namenjen turistom ali izvožen kot orientalska eksotika.
Industrija preprog je ostala velika, vendar večinoma uporablja modele, ki so nastali pred letom 1700 in tekmuje s strojno izdelanimi imitacijami tako lokalno kot po vsem svetu. Umetnost in obrt s širšo družbeno osnovo, kot so mozaične ploščice zellige v Magrebu, so pogosto bolje preživele. Islamske države so razvile moderno in sodobno umetnost z zelo živahnimi umetniškimi svetovi v nekaterih državah, vendar je vprašljiva stopnja, do katere bi jih bilo treba uvrstiti v posebno kategorijo kot "islamska umetnost", čeprav se mnogi umetniki ukvarjajo s temami, povezanimi z islamom, in uporablja tradicionalne elemente, kot je kaligrafija. Zlasti v predelih islamskega sveta, bogatih z nafto, veliko sodobne arhitekture in notranje opreme uporablja motive in elemente, ki izhajajo iz dediščine islamske umetnosti.